# Ян Янь (Западная Цзинь)
Ян Янь (кит. 楊艷, 238—274), почетное имя Цюнчжи (瓊芝), известная также как императрица Уюань (武元皇后, дословно «воинственная и проницательная императрица») — императрица династии Цзинь (265-420). Первая жена У-ди.

## Ранняя жизнь и выход замуж за Сыма Яня
Ян Янь была дочерью Ян Вэньцзуна (楊文宗), хоу при Цао Вэй, и его жены леди Чжао. Её мать рано умерла, возможно когда Ян Янь была младенцем. Поэтому сначала Ян Янь воспитывалась своими дядей и тетей по матери. Когда она стала старше, её воспитывала мачеха леди Дуань; в это время её отец, вероятно, был уже мертв. По описанию, в молодости она была умной, прилежной и красивой. Однажды гадалка предсказала, что Ян Янь будут оказывать выдающиеся почести. Когда Сыма Чжао, регент Цао Вэй, узнал об этом, он принял её и женил на ней своего сына Сыма Яня. Она родила мужу трех сыновей и трех дочерей. После смерти Сыма Чжао, в 265 году Сыма Янь унаследовал его положение и вскоре вынудил императора Цао Хуаня отречься от престола и сам стал императором (известным как У-ди), основав тем самым династию Цзинь. В 266 году он сделал Ян Янь императрицей.

## Императрица
Старший сын императрицы Ян, Сыма Гуй (司馬軌), умер в детстве, что сделало согласно традициям её второго сына, Сыма Чжуна, законным наследником трона. Однако, У-ди сомневался, стоит ли оставлять его наследным принцем, поскольку тот был умственно недоразвитым. Императрица Ян повлияла на его решение в пользу своего сына, утверждая, что от традиций нелегко отказаться. Также она склонила императора при выборе будущей жены своего сына в пользу Цзя Наньфэн, дочери своей подруги Го Хуай (жены Цзя Чуна), несмотря на то, что первоначально У-ди одобрил дочь Вэй Гуаня.
В 273 году У-ди проводил большой по размаху выбор красавиц для служения ему наложницами, и сначала назначал ответственной за процесс выбора императрицу Ян. Она предпочитала девушек со стройными телами и чистой кожей, не одобряя тех, у кого красивые лица. В частности, она отвергла красавицу с фамилией Бянь, бывшую в фаворе у императора, так как Бяни были императрицами у трех поколений правителей Цао Вэй — Цао Цао, Цао Мао и Цао Хуаня. Мотивировала Ян Янь это тем, что положение Бянь ухудшилось бы, если б она стала наложницей. У-ди рассердлся из-за этого и стал сам выбирать наложниц. Несмотря на это и навязчивую идею её мужа о постоянном увеличении числа наложниц, они продолжали любить друг друга по-настоящему.
В 274 году Ян Янь заболела. Она стала интересоваться, кто станет следующей императрицей. Особенно она тревожилась, что наложница Ху Фэнь (胡芬), которой император оказывал чрезвычайное внимание, не станет поддерживать её сына. Поэтому Ян Янь попросила У-ди жениться на своей двоюродной сестре Ян Чжи. У-ди, обеспокоенный её болезнью, согласился. Вскоре после этого она умерла и была похоронена с почестями, должными императрице, в гробнице, в которой позже был похоронен и её муж. Наложница Цзо Фэнь написала длинную траурную песню в её честь.
В 276 году, выполняя своё обещание, император женился на Ян Чжи и сделал её императрицей.